# Crambodes
Crambodes là một chi bướm đêm thuộc họ Noctuidae.

## Các loài
- Crambodes talidiformis Guenée, 1852